# Vítkovce
Vítkovce (in ungherese Vitfalva) è un comune della Slovacchia facente parte del distretto di Spišská Nová Ves, nella regione di Košice.